# De familie Snoek (oude reeks)
De eerste reeks van stripalbums van De familie Snoek zijn bundelingen van gags van de hand van Willy Vandersteen. Ze verschenen tussen 1946 en 1954. De albums zijn ongekleurd met afwisselend twee pagina's in blauw en twee pagina's in roodbruin gedrukt.

In 2004 en 2005 gaf Brabant Strip 2 albums uit met niet eerder gepubliceerde gags. Deze verschenen in een beperkte oplage.

## Lijst van albums
- 1 De familie Snoek 1946
- 2 De familie Snoek groeit aan 1948
- 3 Snoek en zijn kleinkinderen 1949
- 4 Laat Snoek maar los! 1949
- 5 Snoek in de boter 1950
- 6 Snoek ten aanval 1950
- 7 Snoek geeft katoen 1951
- 8 Snoek in den hoek 1951
- 9 Snoek heeft ambras 1952
- 10 Snoek wordt snugger 1953
- 11 Snoek kraait victorie 1954
- 12 Snoek boven water 2004
- 13 Snoek op pensioen 2005